# 고노 준키
고노 준키(일본어: 鴻野 淳基, 1961년 7월 10일 ~ )는 일본 아이치현 나고야시 태생 한국계 일본인 야구 선수이다. 포지션은 외야수 또는 유격수였다. 한국 프로야구 롯데 자이언츠에서 뛰던 당시에 사용했던 KBO 리그 등록명은 귀화 전 한국명인 홍순기(洪淳基)였다.

## 약력・인물
일본 나고야전기고등학교를 졸업한 후 1979년에 열린 신인 드래프트에서 1순위로 다음 해 세이부 라이온스에 입단하며 등번호 7번을 부여받았다. 1985년 스즈키 야스토모와의 맞트레이드로 요미우리 자이언츠로 이적한 후 1987년부터 주전 유격수로 활약하기 시작했다. 그러나 1988년 4월 8일 야쿠르트 스왈로즈전에서 악송구를 던져 팀이 역전패를 해 시즌 중 외야수로 보직을 옮겼다. 이후 1991년 시즌이 끝난 후 오노 유지와의 맞트레이드로 요코하마 다이요 웨일스로 이적했으나 별다른 활약을 보여주지 못했다. 1994년 롯데 자이언츠로 이적했으나, 나이 탓인지 좋은 활약을 보여주지 못했고 코치와의 갈등으로 인해 같은 해 시즌 후 방출되어 은퇴했다. 그 후에는 샐러리맨으로 일하면서 일본의 아마추어 리그인 마스터 토너먼트 리그의 나고야 80D'sers에서 활동했다. 마스터 토너먼트 리그가 활동 중단한 후에는 샐러리맨 생활에 전념하고 있다.

## 상세 정보

### 출신 학교
- 일본 나고야전기고등학교

### 선수 경력
- 세이부 라이온스 (1980~1984)
- 요미우리 자이언츠 (1985~1991)
- 요코하마 다이요 웨일스·요코하마 베이스타스 (1992~1993)
- 롯데 자이언츠 (1994)

### 등번호
- 7(1980년)
- 38(1981년 ~ 1984년)
- 25(1985년 ~ 1991년)
- 8(1992년)
- 49(1993년)
- 18(1994년)

### 등록명
- 고노 준키 (鴻野 淳基) (1980년 ~ 1993년) (일본 프로 야구)
- 홍순기 (洪淳基) (1994년) (한국 프로 야구)

### 통산 기록
| 연 도     | 소 속           | 경 기 | 타 석 | 타 수 | 득 점 | 안 타 | 2 루 타 | 3 루 타 | 홈 런 | 루 타 | 타 점 | 도 루 | 도 루 자 | 희 생 번 | 희 생 플 | 볼 넷 | 고 4 | 사 구 | 삼 진 | 병 살 타 | 타 율 | 출 루 율 | 장 타 율 | O P S |
| --------- | --------------- | ----- | ----- | ----- | ----- | ----- | ------- | ------- | ----- | ----- | ----- | ----- | -------- | -------- | -------- | ----- | ---- | ----- | ----- | -------- | ----- | -------- | -------- | ----- |
| 1981년    | 세이부          | 3     | 6     | 5     | 1     | 1     | 0       | 0       | 0     | 1     | 0     | 0     | 1        | 0        | 0        | 1     | 0    | 0     | 3     | 0        | .200  | .333     | .200     | .533  |
| 1982년    | 세이부          | 7     | 2     | 1     | 1     | 0     | 0       | 0       | 0     | 0     | 1     | 0     | 0        | 1        | 0        | 0     | 0    | 0     | 0     | 0        | .000  | .000     | .000     | .000  |
| 1983년    | 세이부          | 16    | 10    | 9     | 3     | 0     | 0       | 0       | 0     | 0     | 0     | 0     | 0        | 0        | 0        | 1     | 0    | 0     | 2     | 0        | .000  | .100     | .000     | .100  |
| 1984년    | 세이부          | 9     | 10    | 9     | 0     | 1     | 0       | 0       | 0     | 1     | 0     | 0     | 0        | 1        | 0        | 0     | 0    | 0     | 3     | 0        | .111  | .111     | .111     | .222  |
| 1985년    | 요미우리        | 35    | 28    | 25    | 8     | 6     | 0       | 1       | 1     | 11    | 3     | 3     | 3        | 1        | 0        | 2     | 0    | 0     | 12    | 0        | .240  | .296     | .440     | .736  |
| 1986년    | 요미우리        | 60    | 190   | 172   | 20    | 43    | 10      | 2       | 4     | 69    | 20    | 10    | 3        | 6        | 1        | 11    | 1    | 0     | 41    | 4        | .250  | .293     | .401     | .695  |
| 1987년    | 요미우리        | 94    | 274   | 236   | 40    | 69    | 12      | 3       | 4     | 99    | 17    | 11    | 8        | 19       | 2        | 16    | 0    | 1     | 45    | 2        | .292  | .337     | .419     | .757  |
| 1988년    | 요미우리        | 65    | 172   | 149   | 23    | 40    | 7       | 2       | 2     | 57    | 9     | 6     | 4        | 10       | 1        | 12    | 1    | 0     | 31    | 1        | .268  | .321     | .383     | .704  |
| 1989년    | 요미우리        | 79    | 68    | 60    | 17    | 12    | 0       | 0       | 1     | 15    | 3     | 9     | 5        | 3        | 0        | 5     | 0    | 0     | 13    | 2        | .200  | .262     | .250     | .512  |
| 1990년    | 요미우리        | 6     | 1     | 1     | 0     | 0     | 0       | 0       | 0     | 0     | 0     | 0     | 1        | 0        | 0        | 0     | 0    | 0     | 1     | 0        | .000  | .000     | .000     | .000  |
| 1991년    | 요미우리        | 57    | 65    | 60    | 17    | 18    | 3       | 1       | 2     | 29    | 6     | 3     | 0        | 2        | 0        | 2     | 0    | 0     | 21    | 1        | .300  | .323     | .483     | .806  |
| 1992년    | 다이요 요코하마 | 14    | 25    | 23    | 3     | 3     | 1       | 0       | 0     | 4     | 1     | 2     | 0        | 0        | 0        | 1     | 0    | 0     | 11    | 0        | .130  | .167     | .174     | .341  |
| 1993년    | 다이요 요코하마 | 5     | 6     | 6     | 0     | 0     | 0       | 0       | 0     | 0     | 0     | 0     | 0        | 0        | 0        | 0     | 0    | 0     | 1     | 0        | .000  | .000     | .000     | .000  |
| 1994년    | 롯데            | 19    | 45    | 36    | 1     | 4     | 1       | 0       | 0     | 5     | 3     | 0     | 2        | 1        | 0        | 6     | 0    | 2     | 11    | 3        | .111  | .273     | .139     | .412  |
| NPB：13년 | NPB：13년       | 450   | 857   | 756   | 133   | 193   | 33      | 9       | 14    | 286   | 60    | 44    | 25       | 43       | 4        | 51    | 2    | 1     | 186   | 10       | .255  | .302     | .378     | .680  |
| KBO：1년  | KBO：1년        | 19    | 45    | 36    | 1     | 4     | 1       | 0       | 0     | 5     | 3     | 0     | 2        | 1        | 0        | 6     | 0    | 2     | 11    | 3        | .111  | .273     | .139     | .412  |

- 다이요(요코하마 다이요 웨일스)는、1993년에 요코하마(요코하마 베이스타스)로 구단명 변경

## 같이 보기
- 한국계 일본인